# TV Nomaden
TV Nomaden was een wekelijks jongerenprogramma van de VPRO, uitgezonden tussen 1992 en 1995. Het programma werd gepresenteerd door Jeroen Bishoff. Het was een experimentele vorm van tv maken bedoeld om jonge tv-makers ruimte te geven voor experimenten. De studio bestond uit een Belgische stadsbus waarmee door Nederland heen werd gereden om op locatie reportages te maken.
Veel medewerkers die bij TV Nomaden werkten zijn daarna aan de slag gegaan bij Waskracht. Andere zijn op freelance basis bij andere tv-zenders gaan werken.